# Elżbieta Piniewska
Elżbieta Genowefa Piniewska z domu Kopczyńska (ur. 19 listopada 1962 w Inowrocławiu) – polska nauczycielka i samorządowiec, przewodnicząca sejmiku kujawsko-pomorskiego (od 2019).

## Życiorys
W 1986 ukończyła studia z filologii polskiej na Uniwersytecie Mikołaja Kopernika w Toruniu. Przez około 30 lat pracowała jako nauczycielka języka polskiego w I Liceum Ogólnokształcącym im. Jana Kasprowicza w Inowrocławiu. Otrzymała tytuł profesora oświaty, uzyskała uprawnienia instruktora teatralnego. W latach 90. zaczęła prowadzić przy szkole Inowrocławski Teatr Otwarty, podjęła też współpracę z Kujawskim Centrum Kultury. Była dyrektorem artystycznym kilkunastu edycji Ogólnopolskiego Festiwalu Małych Form Teatralnych „Arlekinada”.
W 2010, 2014, 2018 i 2024 uzyskiwała mandat radnej sejmiku kujawsko-pomorskiego (jako kandydatka Platformy Obywatelskiej i Koalicji Obywatelskiej), od 2018 pełniła w nim funkcję wiceprzewodniczącej. W listopadzie 2019 została wybrana jego przewodniczącą w miejsce Ryszarda Bobera, który uzyskał uprzednio mandat senatora. W maju 2024 sejmik VII kadencji ponownie wybrał ją na funkcję przewodniczącej.
Jest mężatką, ma dwoje dzieci. W 2016 odznaczona odznaką honorową „Zasłużony dla Kultury Polskiej”.

## Wyniki w wyborach samorządowych
| Wybory | Komitet wyborczy                                     | Komitet wyborczy      | Organ                                               | Okręg | Wynik           |
| ------ | ---------------------------------------------------- | --------------------- | --------------------------------------------------- | ----- | --------------- |
| 2010   |                                                      | Platforma Obywatelska | Sejmik Województwa Kujawsko-Pomorskiego IV kadencji | nr 5  | 8982 (8,71%)    |
| 2014   | Sejmik Województwa Kujawsko-Pomorskiego V kadencji   | Platforma Obywatelska | 6681 (7,07%)                                        | nr 5  |                 |
| 2018   |                                                      | Koalicja Obywatelska  | Sejmik Województwa Kujawsko-Pomorskiego VI kadencji | nr 5  | 16 949 (12,28%) |
| 2024   | Sejmik Województwa Kujawsko-Pomorskiego VII kadencji | Koalicja Obywatelska  | 18 703 (14,64%)                                     | nr 5  |                 |